# 米哈伊利夫卡 (布拉特斯凱市鎮)
47°57′36″N 31°29′11″E / 47.96000°N 31.48639°E
米哈伊利夫卡（烏克蘭語：Михайлівка）是烏克蘭南部的村莊，由尼古拉耶夫州沃茲涅先斯克區的布拉特斯凱市鎮負責管轄。該村面積0.43平方公里，海拔高度149米，2001年人口96，人口密度每平方公里223.3人。